# Gasosaurus
A Gasosaurus (egyszerűsített kínai írással: 气龙属) a tetanurán dinoszauruszok egyik neme, melyet a kínai Tasanpu (Dashanpu)ban fedeztek fel. Tudományos nevének jelentése 'gázgyík', ami arra utal, hogy a lelőhelyet egy gázkitermelő társaság találta meg Szecsuan tartományban, a Sahszimiao (Shaximiao)-formáció alsó részén.
Erős lábakkal és rövid karokkal rendelkezett, és a legtöbb theropodához hasonlóan húsevő volt. A hossza 3,5–4 méter, a tömege pedig 150 kilogramm lehetett, amivel közepes méretű theropodának számít. Egyes becslések a tömegére vonatkozóan 400 kilogrammos értéket állapítanak meg, mivel az állatról nagyon kevés ismeret áll rendelkezésre. A Gasosaurus a középső jura korban (a bathi és/vagy a callovi korszakban), mintegy 164 millió évvel ezelőtt élt.

## Felfedezés és fajok

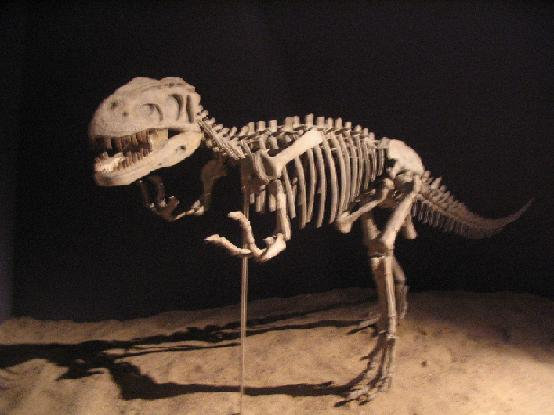
A Gasosaurus csontváza Shanghaiban

Az első és máig egyetlen fosszília, egy koponya alatti (posztkraniális) csontváz, melyet 1985-ben fedeztek fel egy gázlelőhely építése során – ami magyarázatot ad a szokatlan névre. A fosszíliát a Gasosaurus constructus típusfajaként Tung Cse-ming (Dong Zhiming) és Tang Ce-lu (Tang Zilu) definiálta. Eddig nagyon kevés fosszília került elő, ezért bizonyos részletek ismeretlenek. Főként a koponya hiányzik. Egyes őslénykutatók úgy vélik, hogy a Gasosaurus és a Kaijiangosaurus ugyanahhoz a fajhoz tartoznak.
Hagyományosan megalosauroideának tartják, azonban Thomas R. Holtz, Jr. (2000-ben) bazális coelurosaurusnak találta, bár később (2004-ben) szerzőtársaival együtt új, nem bejelentett példányokból származó meghatározatlan adatok alapján kijelentette, hogy az állat egy bazális carnosaurus. Lehetséges, hogy valójában a legbazálisabb ismert coelurosaurus, vagy közeli rokonságban áll a két csoport közös ősével, de mindenképpen az egyik legrégebbi tetanurán theropodának számít.

## Fordítás
- Ez a szócikk részben vagy egészben a Gasosaurus című angol Wikipédia-szócikk ezen változatának fordításán alapul.  Az eredeti cikk szerkesztőit annak laptörténete sorolja fel. Ez a jelzés csupán a megfogalmazás eredetét és a szerzői jogokat jelzi, nem szolgál a cikkben szereplő információk forrásmegjelöléseként.